# 새뮤얼 칼루
새뮤얼 칼루(영어: Samuel Kalu, 1997년 8월 26일 ~ )는 나이지리아의 축구 선수이다. 포지션은 윙어이며 현재 스위스 슈퍼리그의 로잔 스포르 소속이다.

## 클럽 경력
2015년 12월, 슬로바키아의 FK AS 트렌친에 입단했다.
2017년 1월, 벨기에의 KAA 헨트에 입단했다.
2018-19시즌을 앞두고 프랑스 리그 1의 FC 지롱댕 드 보르도에 입단했다.

## 국가대표팀 경력
2018년 10월 13일 리비아 축구 국가대표팀과의 경기에서 나이지리아 축구 국가대표팀 데뷔전을 치렀다. 이 경기에서 칼루는 1득점을 기록했다.
2019년 아프리카 네이션스컵에 참여하는 나이지리아 축구 국가대표팀 최종명단에 포함되었다.